# Sobralia amabilis
Sobralia amabilis là một loài thực vật có hoa trong họ Lan. Loài này được (Rchb.f.) L.O.Williams miêu tả khoa học đầu tiên năm 1946.

## Hình ảnh

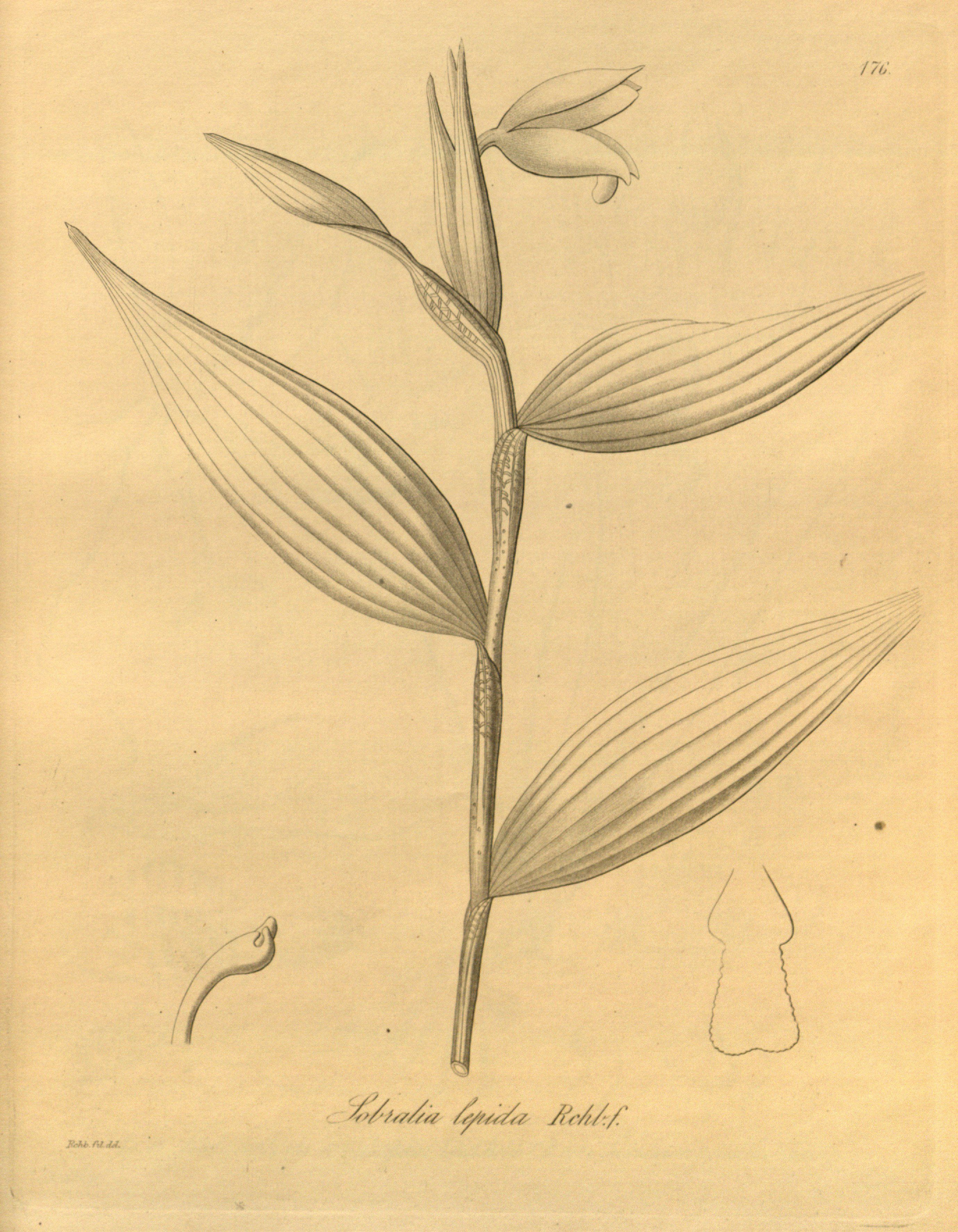